# Microxestis
Microxestis is een geslacht van vlinders van de familie visstaartjes (Nolidae), uit de onderfamilie Chloephorinae.

## Soorten
- M. ecuadorensiis Hampson, 1918
- M. wutzdorffi Püngeler, 1907